# Estación Viedma
Viedma es una estación de ferrocarril ubicada en la ciudad de Viedma, cabecera del Departamento Adolfo Alsina y capital de la Provincia de Río Negro, Argentina.

## Ubicación
La estación está ubicada a unos tres kilómetros al sur del centro de la ciudad. Originalmente, estaba aislada de la ciudad; pero debido al crecimiento urbanístico, ahora se ubica frente al barrio Los Fresnos.
La dirección de la estación es Avenida Cardenal Cagliero al 4000, desde esta misma avenida se puede ir directamente al centro de la ciudad. Otra importante arteria que pasa a escasos metros es la Avenida Juan Pablo II (Ruta Provincial 51), que la une con el aeropuerto, el autódromo, el hipódromo y el campus universitario de la UNRN; y la avenida de circunvalación Juan Domingo Perón, mediante la cual, se llega a la terminal de ómnibus y a la Ruta Nacional 3.

## Servicios
La estación Viedma pertenece al ramal Bahía Blanca-San Carlos de Bariloche del Ferrocarril General Roca.
A principios de la década del 2000 se envió un Tren Solidario a esta estación siendo el Octavo Tren Solidario de la revista Rieles.
Actualmente, se efectúa de manera semanal el servicio Viedma-San Carlos de Bariloche, atravesando la "Línea Sur" de la provincia rionegrina. Posee formaciones de cargas y de pasajeros; esta última incluye camarotes, restaurante, cine, discoteca, entre otros servicios. El viaje es operado la empresa semi-estatal Tren Patagónico S.A.